# Ripu
Ripu of Theru Ripon is een niet-geïdentificeerde nederzetting in de omgeving van Warffum. Hij wordt genoemd rond het jaar 1000 in de goederenregisters van de Abdij van Werden.
Vermoedelijk gaat het om een rij boerderijen op de oeverwal langs de Waddenzee tussen de dorpen Warffum, Usquert en Uithuizen. De naam is verwant met plaatsnamen als Zeerijp, Lutjerijp, Langerijp, Oprijp en het verdwenen Diurardasrip. In 1529 was ook sprake van een buurtschap in der Rijpe te Pieterburen.